# Szalacsi Rácz Imre
Szalacsi (Szalacsy) Rácz Imre, Szalacsy R. Imre (Szalacs, 1900. november 22. – Debrecen, 1956. november 25.) erdélyi magyar költő, író, publicista.

## Életútja, munkássága
Középiskoláit Szilágysomlyón végezte (1918). Hadiérettségi után az olasz frontra került, majd teológiai tanulmányokat folytatott a nagyváradi Római Katolikus Teológiai Akadémián (1919–23), tanári diplomát szerzett a debreceni egyetemen (1925–29). Később magyar történelemből doktorált.
Pályáját mint püspöki titkár kezdte Nagyváradon (1923–24), majd káplán volt Zilahon (1924–25). 1925-ben közéleti szereplése miatt kénytelen volt Magyarországra szökni, ahol elhagyta a papi pályát, Debrecenben volt újságíró (1932-ig), ugyanitt a kereskedelmi iskola tanára, 1939–44 között igazgatója.
Versei, novellái 1920-tól jelentek meg az Újság, Erdélyi Magyar Lányok, Magyar Nép, A Hírnök, az aradi Vasárnap, Szilágyság, 1925 után a Debrecen és a Debreceni Szemle hasábjain.
Kapcsolata az erdélyi irodalmi élettel távozása után sem szűnt meg: több vers- és prózakötete Erdélyben jelent meg, közölt erdélyi lapokban, s azok írtak Magyarországon kiadott könyveiről. A második világháború után politikai meghurcoltatásban volt része, csak 1951-től taníthatott ismét a debreceni Ipari Szakmunkásképzőben.

## Kötetei
- Ibolyák (versek, Szilágysomlyó, 1924)
- Kurucok nagy napjai (elbeszélések, Szilágysomlyó, 1925)
- Két jegenyenyárfa (regény, Kolozsvár, 1926)
- Hulló csillagok, kuruc csillagok (regény, Arad, 1926)
- A nagykorú. Víg regény (Szilágysomlyó, 1926)
- Szív-áldozat (versek, Debrecen, 1928)
- Magyar sors (versek, Debrecen, 1930)
- Árnyék, amely elkíséri az embert (regény, Budapest, 1931. Az ifjú nemzedék)
- A fekete ember (regény, Budapest, 1933)
- A véres föld (regény, Debrecen, 1933)
- A tizenhármas (regény, Debrecen, 1934)
- Szent a föld. Regény; Tiszántúli Könyv- és Lapkiadó Ny., Debrecen, 1936
- Tékozló fiú (történeti regény, Budapest, 1939. Turul szépmíves könyvek)
- Eb ura fakó! (Budapest, 1941. Turul szépmíves könyvek)
- Barna kenyér (regény, Debrecen, 1942)
- A kereszt (regény, Debrecen, 1943)